# Calanopia biloba
Calanopia biloba is een eenoogkreeftjessoort uit de familie van de Pontellidae. De wetenschappelijke naam van de soort is voor het eerst geldig gepubliceerd in 1957 door Bowman.